# 1009 Sirene
1009 Sirene è un asteroide areosecante. Scoperto nel 1923, presenta un'orbita caratterizzata da un semiasse maggiore pari a 2,6233139 UA e da un'eccentricità di 0,4564486, inclinata di 15,77468° rispetto all'eclittica.
Il suo nome fa riferimento alle sirene, figure della mitologia greca.